# WTA Long Beach 1971 - Doppio
Il doppio del torneo di tennis WTA Long Beach 1971, facente parte del Virginia Slims Circuit 1971, ha avuto come vincitrici Rosie Casals e Billie Jean King che hanno battuto in finale Françoise Dürr e Ann Jones con il punteggio di 7–5, 6–3.

## Tabellone

### Legenda
| - Q = Qualificato - WC = Wild card - LL = Lucky loser | - ALT = Alternate - SE = Special Exempt - PR = Protected Ranking | - w/o = Walkover - r = Ritirato - d = Squalificato |

|  | Primo turno                      | Primo turno                      | Primo turno                      | Primo turno                   | Primo turno |  |  | Semifinali                     | Semifinali                     | Semifinali                     | Semifinali                    | Semifinali                    |   |   | Finale                   | Finale                   | Finale                   | Finale | Finale |  |
|  |                                  |                                  |                                  |                               |             |  |  |                                |                                |                                |                               |                               |   |   |                          |                          |                          |        |        |  |
|  | Billie Jean King Rosie Casals    | Billie Jean King Rosie Casals    | Billie Jean King Rosie Casals    | Billie Jean King Rosie Casals | w/o         |  |  |                                |                                |                                |                               |                               |   |   |                          |                          |                          |        |        |  |
|  | Darlene Hard Betty Ann Hansen    | Darlene Hard Betty Ann Hansen    | Darlene Hard Betty Ann Hansen    | Darlene Hard Betty Ann Hansen |             |  |  | Billie Jean King Rosie Casals  | Billie Jean King Rosie Casals  | Billie Jean King Rosie Casals  | 6                             | 6                             |   |   |                          |                          |                          |        |        |  |
|  | Karen Krantzcke Kerry Melville   | Karen Krantzcke Kerry Melville   | 4                                | 7                             | 6           |  |  | Karen Krantzcke Kerry Melville | Karen Krantzcke Kerry Melville | Karen Krantzcke Kerry Melville | 0                             | 3                             |   |   |                          |                          |                          |        |        |  |
|  | Mary Ann Curtis Val Ziegenfuss   | Mary Ann Curtis Val Ziegenfuss   | 6                                | 6                             | 4           |  |  |                                |                                |                                |                               |                               |   |   | Françoise Dürr Ann Jones | Françoise Dürr Ann Jones | Françoise Dürr Ann Jones | 5      | 3      |  |
|  | Denise Carter Kristy Pigeon      | Denise Carter Kristy Pigeon      | Denise Carter Kristy Pigeon      | 3                             | 6           |  |  |                                |                                | Rosie Casals Billie Jean King  | Rosie Casals Billie Jean King | Rosie Casals Billie Jean King | 7 | 6 |                          |                          |                          |        |        |  |
|  | J Tegart Dalton Stephanie Defina | J Tegart Dalton Stephanie Defina | J Tegart Dalton Stephanie Defina | 6                             | 3           |  |  | Denise Carter Kristy Pigeon    | Denise Carter Kristy Pigeon    | Denise Carter Kristy Pigeon    | 3                             | 3                             |   |   |                          |                          |                          |        |        |  |
|  | Ann Jones Françoise Dürr         | Ann Jones Françoise Dürr         | Ann Jones Françoise Dürr         | 6                             | 7           |  |  | Ann Jones Françoise Dürr       | Ann Jones Françoise Dürr       | Ann Jones Françoise Dürr       | 6                             | 6                             |   |   |                          |                          |                          |        |        |  |
|  | P Bartkowicz Nancy Gunter        | P Bartkowicz Nancy Gunter        | P Bartkowicz Nancy Gunter        | 1                             | 5           |  |  |                                |                                |                                |                               |                               |   |   |                          |                          |                          |        |        |  |